# 馬暁旭
馬 暁旭（ば ぎょうきょく、マー・シャオスー、簡体字中国語: 马晓旭、拼音: Mǎ Xiǎoxù、1988年6月5日 - ）は、中華人民共和国の女子サッカー選手である。北京北控鳳凰所属。サッカー中華人民共和国女子代表。
2006年にはアジアカップの優勝を経験。また、FIFA U-20女子選手権にも出場し、準優勝ながらMVPと得点王の2冠となる。
同年、アジア年間最優秀選手賞女子部門とアジア年間最優秀ユース選手賞の2冠に輝く。
2007年、スウェーデン・ダームアルスヴェンスカンのウメオIKと契約。